# アリウ・シセ
アリウ・シセ（Aliou Cissé、1976年3月24日 - ）は、セネガル・ジガンショール出身の元サッカー選手・サッカー指導者。現役時代のポジションはDF（センターバック）、MF（ボランチ）。リビア代表監督を務めている。

## 選手経歴
シセは、1999-2000年のシーズンにおいてフランス国内リーグのディヴィジオン・アンで準優勝したパリ・サンジェルマンFCのチームの一員であった。次シーズンのパリ・サンジェルマンFCはチャンピオンズリーグ 2000-01に参加し、シセは同リーグにおいて4試合に出場した。なお、チームは4位入賞でシーズンを終えた。だが、シセはその次のシーズンで出場機会を失い、モンペリエHSCと契約した。その後の2002年から2006年にかけてはイングランド・プレミアリーグのバーミンガム・シティFC、ポーツマスFCに在籍した。2006年から2008年はCSスダン・アルデンヌと契約していたが次シーズンからフランス2部リーグで戦うことを決心し、ニーム・オリンピックに2008年9月1日から参加した。しかしシーズン終了時に再契約はなかった。
セネガル代表チーム選手としては、シセは2000年から2005年まで「テランガのライオン」の愛称で知られるセネガル代表チームの選手であった。日本と韓国が共催した2002年のFIFAワールドカップにおいてシセは、セネガル代表チームのキャプテンを務めた。なお、この時シセのいるセネガルはワールドカップ初出場でしかもデンマーク、フランス、ウルグアイと同じAグループに入り、勝ち上がりが厳しいと考えられていたがデンマークとウルグアイに引き分け、前回優勝チームのフランスに勝利して決勝トーナメントへ勝ち進んだ。決勝トーナメント1回戦ではスウェーデンにゴールデンゴールで競り勝ったが、準々決勝のトルコ戦では逆にイルハン・マンスズにゴールデンゴールを入れられチームも敗退した。
2002年の9月にガンビア沖で発生した旅客船ジョラ号沈没事故では、シセも親族12人を失った。

## 指導者経歴
シセは2012年1月、オリンピックにおけるセネガル代表チームの監督補佐に推薦された。シセのセネガル代表チーム入りには、シセの持つ豊富な国際的サッカー経験が期待された。2013年のフランコフォン大会の際は、23歳以下セネガル代表チームの監督を務めた。
2015年、当時のセネガル代表チームの監督であったアラン・ジレスは2014-2015年のアフリカ・ネイションズ・カップでセネガルが1次予選で敗退したことの責任を取り、代表監督を辞任した。2015年3月4日、セネガル・サッカー連盟（FSF）はジレスの後任にシセを指名した。2016-2017年のアフリカ・ネイションズ・カップにおいてシセは監督としてセネガル代表チームを率い、チームは決勝トーナメントで優勝国のカメルーンにPK戦で敗退するが、8強入りに導いた。
2018年のFIFAワールドカップ・アフリカ予選において、シセが率いるセネガル代表は本選への出場権を得た。2017年12月1日、シセは組み分け抽選会のためロシアの首都・モスクワを訪れ、くじを引いた。抽選の結果、セネガルがポーランド、コロンビア、日本と同じグループHに入ったことを知るとシセは、まず「バランスはいいが厳しい」グループだと感想を述べた。コロンビアについては「好みのチームだ」と言った。また別のインタビューでシセは、「セネガルにとって厳しいグループになるだろう。ポーランドは皆さんご存知の通り。コロンビアは国際試合の経験が豊富だ。日本はやれることは何でもやる（努力を惜しまない）だろう」と述べ、それゆえ「セネガルらしさを保ったままの代表チームで、ここ（ロシア）に再び来ようと思う」と語った。
日本代表チームの監督であったヴァイッド・ハリルホジッチは抽選会直後のインタビューで「私はセネガル代表チームをよく知っている、約2メートルの長身選手たちを前に動揺せず、私たちの流儀を貫くことが重要だ」と述べた。シセはセネガルに帰国後、ハリルホジッチのコメントへの感想を問われると、「サッカーに確定的なことは何一つない、シンプルに、たくさんのことを議論し、決断するだけだ」と述べた。セネガルのメディアなどでは、セネガル代表チームにとって16年ぶりの出場となる2018年のワールドカップが2002年の躍進の再来となることを期待する論調が見られた（グループHにて対日本戦は引き分け、決勝トーナメントへの進出は逃した）。2022年のFIFAワールドカップ・カタール大会への出場と、それまでの51勝18分け10敗という戦績が評価され、大会直前の2022年11月10日に2024年までの契約延長が発表された。
2024年10月2日、アフリカネイションズカップ2023の優勝や2022年カタールW杯ベスト8進出という目標が達成できなかったこと、FIFAランキングにおける代表チームの順位が下落したことなど成績不振により解任された。
2025年3月2日、リビア代表の監督に就任した。

## 代表歴

### 出場大会
- セネガル代表
  - 2002 FIFAワールドカップ

### 試合数
- 国際Aマッチ 37試合 0得点（1995年-2009年）[9]

| セネガル代表 | 国際Aマッチ | 国際Aマッチ |
| 年           | 出場        | 得点        |
| ------------ | ----------- | ----------- |
| 1995         | 2           | 0           |
| 1996         | 0           | 0           |
| 1997         | 0           | 0           |
| 1998         | 0           | 0           |
| 1999         | 0           | 0           |
| 2000         | 2           | 0           |
| 2001         | 8           | 0           |
| 2002         | 16          | 0           |
| 2003         | 1           | 0           |
| 2004         | 4           | 0           |
| 2005         | 3           | 0           |
| 2006         | 0           | 0           |
| 2007         | 0           | 0           |
| 2008         | 0           | 0           |
| 2009         | 1           | 0           |
| 通算         | 37          | 0           |

## 監督成績
2022年2月6日現在
| クラブ       | 国           | 就任         | 退任 | 記録 | 記録 | 記録 | 記録 | 記録   |
| クラブ       | 国           | 就任         | 退任 | 試   | 勝   | 分   | 敗   | 勝率   |
| ------------ | ------------ | ------------ | ---- | ---- | ---- | ---- | ---- | ------ |
| セネガル代表 | セネガルの旗 | 2015年3月5日 |      | 92   | 56   | 23   | 13   | 060.87 |
| 合計         | 合計         | 合計         | 合計 | 92   | 56   | 23   | 13   | 060.87 |

## タイトル

### 監督
セネガル代表
- アフリカネイションズカップ : 2021（開催は2022年1-2月）